# Zoltán Melis
Zoltán Melis (* 11. September 1947 in Budapest) ist ein ehemaliger ungarischer Ruderer.
Bei den Olympischen Spielen 1968 gewann der ungarische Vierer ohne Steuermann mit Zoltán Melis, György Sarlós, József Csermely und Antal Melis den zweiten Vorlauf mit über acht Sekunden Vorsprung auf den italienischen Vierer. Im Finale siegte der DDR-Vierer, der den ersten Vorlauf gewonnen hatte, mit zweieinhalb Sekunden Vorsprung vor den Ungarn, die Italiener erhielten die Bronzemedaille. Im Jahr darauf trat der ungarische Vierer bei den Europameisterschaften 1969 in der gleichen Besetzung wie 1968 an, es siegte der sowjetische Vierer vor den Ungarn und dem Vierer aus der DDR. 
Bei den Europameisterschaften 1971 belegte Zoltán Melis mit dem ungarischen Achter den vierten Platz. Nach einem siebten Platz für den Achter bei den Olympischen Spielen 1972 erreichte der ungarische Achter bei den Europameisterschaften 1973 noch einmal den vierten Rang.
Zoltán Melis startete für den Verein Csepel SC aus Budapest.